# 鹿屋警察署
鹿屋警察署（かのやけいさつしょ）は、鹿児島県鹿屋市にある、鹿児島県警察所管の警察署。署長の階級は警視。

## 管轄区域
- 鹿屋市、垂水市

2006年9月まで旧串良町は高山警察署（現・肝付警察署）、旧輝北町は大隅警察署（現・曽於警察署）が管轄していた。

## 所在地
- 鹿児島県鹿屋市寿3丁目8-30

## 沿革
- 1877年11月 - 警視庁警察隊が鹿屋警視所を設置。
- 1878年11月 - 鹿児島県警察課の鹿屋警察署を設置。志布志分署（現在の志布志警察署）・大根占分署（現在の錦江警察署）を併設。
- 1880年 - 垂水分署を設置。志布志分署を都城警察署へ移管（※当時、都城は鹿児島県所属）
- 1885年 - 柏原分署（現在の肝付警察署）を設置。
- 1887年 - 柏原分署内之浦派出所を設置。
- 1893年 - 大根占分署が警察署に昇格（1897年に降格）
- 1926年 - 垂水分署が警察署に昇格。
- 1948年3月 - 旧警察法に基づき自治体警察としての鹿屋市警察および国家地方警察鹿児島県本部肝属地区警察署を設置。
- 1954年 - 改正警察法に基づき鹿児島県警察の鹿屋警察署を設置。
- 1972年4月 - 垂水警察署を統合。当時の管轄区域は鹿屋市・垂水市・吾平町。
- 1973年5月8日 - 鹿屋市向江町から現在地（寿3丁目）に移転。跡地には1977年6月17日にタイヨー鹿屋店が開業（2014年1月閉店）。
- （2006年1月1日 - 鹿屋市・吾平町・輝北町・串良町が新設合併し、新たな鹿屋市が発足する）
- 2006年10月1日 - 管轄区域に旧輝北町・串良町を加える。
- 2015年3月16日 - 鹿屋市内にある複数の交番・駐在所の統合を実施。

## 組織
- 署長
- 副署長
- 警務課
- 会計課
- 生活安全課
- 地域課
- 刑事課
- 交通課
- 警備課

## 交番
- 鹿屋中央交番（ちゅうおう・鹿屋市向江町）
  - 2015年3月16日に中央交番と西原交番を統合し新設。
- 寿交番（ことぶき・鹿屋市寿2丁目）
  - 2015年3月16日に笠之原駐在所を統合。
- 大姶良交番（おおあいら・鹿屋市田淵町）
  - 2015年3月16日に大姶良駐在所から昇格。同日、西俣駐在所を統合。
- 垂水幹部派出所 （たるみずかんぶ・垂水市田神）

## 駐在所
- 白水駐在所（しろみず・鹿屋市白水町）
  - 2015年3月16日に古江駐在所を統合。
- 高須駐在所（たかす・鹿屋市高須町）
- 高隈駐在所 （たかくま・鹿屋市上高隈町）
- 吾平駐在所 （あいら・鹿屋市吾平町上名）
- 輝北駐在所 （きほく・鹿屋市輝北町上百引）
- 市成駐在所 （いちなり・鹿屋市輝北町市成）
- 上小原駐在所 （かみおばる・鹿屋市串良町上小原）
- 細山田駐在所 （ほそやまだ・鹿屋市串良町細山田）
- 牛根駐在所 （うしね・垂水市二川）
- 垂水南駐在所 （たるみずみなみ・垂水市新城）

## 廃止された交番・駐在所

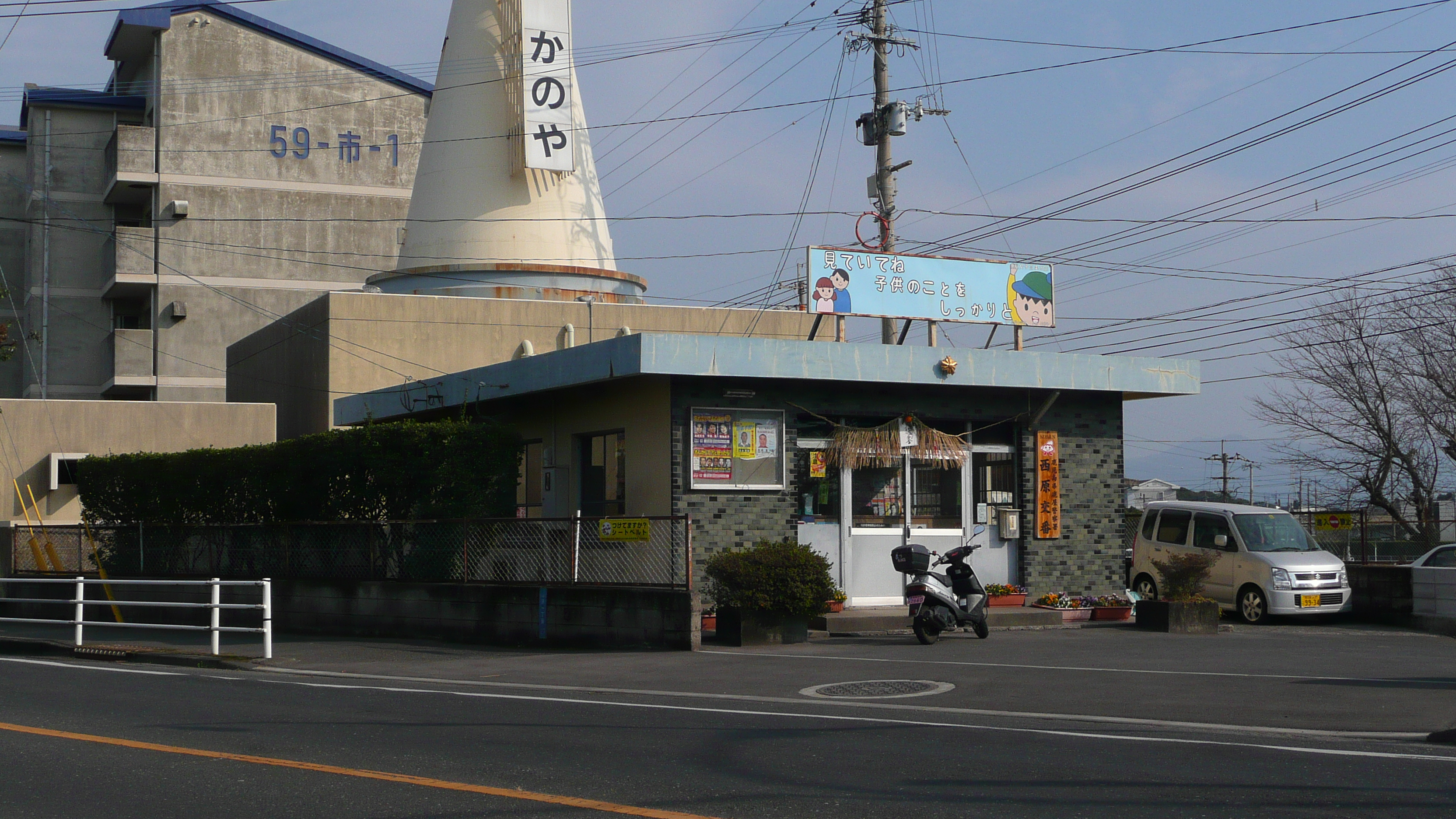
西原交番（2010年撮影）

- 中央交番（ちゅうおう・鹿屋市向江町） - 2015年3月16日廃止、同日新設された鹿屋中央交番へ統合。
- 西原交番 （にしはら・鹿屋市西原1丁目） - 2015年3月16日廃止、同日新設された鹿屋中央交番へ統合。
- 笠之原駐在所 （かさのはら・鹿屋市笠之原町） - 2015年3月16日廃止、寿交番へ統合。
- 古江駐在所（ふるえ・鹿屋市古江町） - 2015年3月16日廃止、白水駐在所へ統合。
- 大姶良駐在所（おおあいら・鹿屋市田淵町） - 2015年3月16日廃止。同所にて大姶良交番を新設。
- 西俣駐在所 （にしまた・鹿屋市萩塚町） - 2015年3月16日廃止、同日新設された大姶良交番へ統合。